# Любстув
Любстув (пол. Lubstów) — село в Польщі, у гміні Сомпольно Конінського повіту Великопольського воєводства.
Населення — 643 особи (2011).
У 1975-1998 роках село належало до Конінського воєводства.

## Демографія
Демографічна структура станом на 31 березня 2011 року:
|          | Загалом | Допрацездатний вік | Працездатний вік | Постпрацездатний вік |
| -------- | ------- | ------------------ | ---------------- | -------------------- |
| Чоловіки | 327     | 72                 | 223              | 32                   |
| Жінки    | 316     | 69                 | 186              | 61                   |
| Разом    | 643     | 141                | 409              | 93                   |